# Ryan Tipping
Ryan Tipping (Zuid-Afrika, 8 november 1980) is een Zuid-Afrikaans golfprofessional, die actief is op de Sunshine Tour.

## Loopbaan
Voordat Tipping in 2004 een golfprofessional werd, was hij een golfamateur en won verscheidene golftoernooien. Hij vertegenwoordigde ook meermaals zijn land bij bepaalde landencompetities.
In september 2009 won Tipping op de Sunshine Tour zijn eerste profzege door de SAA Pro-Am Invitational te winnen, nadat hij de play-off won van Chris Swanepoel.

## Prestaties

### Amateur
- 2002: Western Province Open Strokeplay en Western Province Open Matchplay
- 2003: Limpopo Open en Central Gauteng Silver Vase

### Professional
Sunshine Tour
| Nr. | Datum            | Toernooi                | Score        | Score | Info                                |
| --- | ---------------- | ----------------------- | ------------ | ----- | ----------------------------------- |
| 1   | 5 september 2009 | SAA Pro-Am Invitational | 69+70+69=208 | –8    | Won de play-off van Chris Swanepoel |